# Saffron Walden Castle
Saffron Walden Castle är ett slott i Storbritannien.   Det ligger i grevskapet Essex och riksdelen England, i den sydöstra delen av landet, 60 km norr om huvudstaden London. Saffron Walden Castle ligger 69 meter över havet.
Terrängen runt Saffron Walden Castle är platt. Runt Saffron Walden Castle är det ganska tätbefolkat, med 111 invånare per kvadratkilometer. Närmaste större samhälle är Bishop's Stortford, 18,1 km söder om Saffron Walden Castle. Trakten runt Saffron Walden Castle består till största delen av jordbruksmark.